# Oelsnitz (Erzgebirge)
Oelsnitz é uma cidade da Alemanha localizada no distrito de Erzgebirgskreis, região administrativa de Chemnitz, estado da Saxônia.